# Obermaiselstein
Obermaiselstein è un comune tedesco di 964 abitanti, situato nel land della Baviera.